# Vančurovo reálné gymnázium
Vančurovo reálné gymnázium bylo první české gymnázium, které bylo založeno roku 1883 pod názvem Cís. král. české reálné gymnasium na Smíchově a sídlilo v dnešní Drtinově ulici. V současné době nese škola jméno Gymnázium Na Zatlance, dle ulice, ve které od roku 1961 sídlí.

## Historie školy v letech 1883–1961
Výuka byla na gymnáziu zahájena 17. září 1883 v budově v tehdejší Husově ulici na Smíchově, nyní Drtinova čp. 3. Stalo se tak po mnohaletém usilování smíchovských Čechů a souhlasu císaře Františka Josefa I. Roku 1896 bylo gymnázium z nižšího rozšířeno na vyšší, tj. byly přidány třídy od kvinty do oktávy a tak mohly roku 1900 proběhnout první maturitní zkoušky. V lednu roku 1936 zemřel historik a bývalý dlouholetý pedagog školy Jindřich Vančura. Gymnázium převzalo jeho jméno do svého názvu, ze kterého ho později vymazali nacisté a následně i komunisté. V roce 1953 došlo v rámci komunistických změn školství ke zrušení gymnaziální soustavy a byly vytvořeny tzv. jedenáctileté školy. Část tříd a profesorů byla přemístěna na jedenáctiletku Na Santošce. Ostatní třídy a pedagogové se přemístili do původní historické budovy smíchovského gymnázia. Zde pak ústav začal fungovat pod označením 20. jedenáctiletá střední škola. Úroveň školy se ale ani zdaleka nepřibližovala kvalitě někdejšího gymnázia.[zdroj?] Roku 1960 byla škola, nyní již dvanáctiletka, přemístěna do sousední budovy bývalého dívčího gymnázia. S koncem školního roku 1960/61 však přišlo zásadní rozhodnutí: „jedenáctiletky a dvanáctiletky se ruší a školy Na Santošce, Na Zatlance a v Belojanisově ulici se sloučí do jedné instituce, která bude sídlit v budově Na Zatlance“. Od roku 1971 nese škola název Gymnázium Na Zatlance.

## Přehled názvů školy
- 1883-1896 Cís. král. české reálné gymnasium na Smíchově
- 1896-1912 Cís. král. české reálné a vyšší gymnasium na Smíchově
- 1912-1918 Cís. král. české reálné gymnasium na Smíchově
- 1918-1923 České státní reálné gymnasium v Praze na Smíchově
- 1923-1931 České státní reálné gymnasium v Praze XVI
- 1931-1936 Státní československé reálné gymnasium v Praze XVI
- 1936-1938 Státní československé reálné gymnasium Dr. Jindřicha Vančury v Praze XVI
- 1938-1941 Státní reálné gymnasium v Praze XVI
- 1941-1945 Reálné gymnasium v Praze XVI
- 1945–1948 Vančurovo státní reálné gymnasium v Praze XVI
- 1948-1949 Vančurovo reálné gymnasium v Praze XVI
- 1949-1953 Vančurovo gymnasium v Praze XVI
- 1953-1956 20. jedenáctiletá střední škola
- 1956-1959 Jedenáctiletá střední škola v Praze, Belojanisova 3
- 1959-1961 Dvanáctiletá střední škola v Praze, Belojanisova 3
- 1961-1971 Střední všeobecně vzdělávací škola v Praze 5, Na Zatlance 11
- 1971 až dosud Gymnázium, Praha 5, Na Zatlance 11[1]

## Přehled ředitelů školy
- Doucha Karel: 1883-1904 (březen)
- Novák Josef: 1904 (duben – červen)
- Müller Petr: 1904-1906
- Haas František: 1906-1910
- Benhart Josef: 1910 – 1925
- Leiser Alois: 1925 (1. 12.) – 1938 (31.7)
- Wolf Augustin: 1938-1939 (31. 1.) /jako zatímní správce/
- Zippe Bohdan: 1939 (1. 2.) – 1939 (30. 6.)
- Wolf Augustin: 1939-1941 /jako zatímní správce za nepřítomného Jaroslava Kubistu/
- Mitáček Jakub: 1941-1943
- Ohnesorg Karel: 1943-1945
- Wolf Augustin: 1945-1948 (25. 2.)
- Pacholík Milomír: 1948 (25. 2.) – 1950
- Laška Pavel: 1950-1953
- Maralík Milan: 1953-1957
- Šterc Jaroslav: 1957 (leden) – 1961
- Chocová Zdeňka: 1961-1965
- Pitthardová Jiřina: 1965-1970
- Jindra Jiří: 1970-1990 (do 31.1.)
- Adamová Hana: 1990 (1. 2.) – 1990 (30. 6.)
- Mikulka Ladislav: 1990-2004
- Kmentová Jitka: od 2004 až dosud